# Suzanna Lewis
Suzanna (Suzi) E. Lewis est scientifique et chercheuse principale au Berkeley Bioinformatics Open source Project basé au Laboratoire national Lawrence-Berkeley jusqu'à sa retraite en 2019. Lewis dirige le développement de normes ouvertes et de logiciels pour l'annotation du génome et les ontologies,,.

## Biographie
Lewis est titulaire d'une maîtrise en biologie et en informatique.
Elle dirige l'équipe responsable de l'annotation systématique du génome de Drosophila melanogaster, qui comprend le développement du pipeline d'annotation et du cadre de base de données Gadfly, ainsi que de l'outil de conservation des annotations Apollo. Les travaux de Lewis sur l'annotation du génome sont importants dans les exercices d'évaluation de la communauté GASP pour évaluer l'état de l'art en matière d'annotation du génome, le développement du navigateur de génome Gbrowse et le centre de coordination des données pour le projet modENCODE. En plus de son travail sur l'annotation du génome, Lewis travaille au développement d'ontologies biomédicales ouvertes (OBO) du National Center for Biomedical Ontology (NCBO), contribuant à l'ontologie génétique, à l'ontologie de séquence, aux ontologies d'anatomie Uberon et développant des logiciels ouverts pour l'édition et la navigation dans les ontologies telles que AmiGO, OBO-Edit et Phenote.
En 2005, elle est élue membre de l'Association américaine pour l'avancement des sciences en reconnaissance de ses contributions à la science dans les domaines de l'information, de l'informatique et de la communication.